# Dennis Gerard Walsh
Dennis Gerard Walsh (Lima, 16 giugno 1965) è un vescovo cattolico statunitense, dal 25 giugno 2024 vescovo di Davenport.

## Biografia
Dennis Gerard Walsh è nato a Lima, nell'Ohio, il 16 giugno 1965 da Daniel e Marilyn Walsh.

### Formazione e ministero sacerdotale
Ha studiato presso l'Elida Local School District diplomandosi nel 1983. Ha conseguito il bachelor's degree in filosofia presso il St. Alphonsus College di Suffield. Nel 1986 ha emesso la prima professione nella Congregazione del Santissimo Redentore e nel 1991 quella solenne. Nel 1992 ha ottenuto il Master of Divinity presso il Washington Theological College di Washington.
Il 9 maggio 1992 è stato ordinato presbitero nella cripta della basilica del santuario nazionale dell'Immacolata Concezione da monsignor John Joseph Glynn, vescovo ausiliare dell'ordinariato militare negli Stati Uniti d'America. Il 19 luglio 2000 è stato incardinato nella diocesi di Toledo. Ha esercitato il suo primo incarico pastorale dopo l'ordinazione presso la chiesa di Sant'Antonio di Padova a Guayama, a Porto Rico, dove ha studiato lo spagnolo. Ha prestato servizio come vicario parrocchiale della parrocchia di San Michele a Baltimora dal 1992 al 1994; vicario parrocchiale della parrocchia dell'Immacolata Concezione nel distretto del Bronx a New York dal 1994 al 1998; segretario delle finanze per la provincia dei redentoristi di Baltimora nel 1995; vicario parrocchiale della parrocchia di Santa Maria a Sandusky dal 1998 al 2002; parroco della parrocchia di San Giovanni a Defiance dal 2002 al 2007; parroco della parrocchia di San Patrizio a Heatherdowns, Toledo, dal 2007 al 2015; parroco delle parrocchie di San Giovanni Evangelista a Delphos e di San Giovanni Battista a Landeck dal 2015 e parroco della parrocchia di San Patrizio a Spencerville dal 2016.
È stato membro di vari consigli e commissioni della diocesi di Toledo.

### Ministero episcopale
Il 25 giugno 2024 papa Francesco lo ha nominato vescovo di Davenport. Ha ricevuto l'ordinazione episcopale il 27 settembre successivo nella cattedrale del Sacro Cuore a Davenport dall'arcivescovo metropolita di Dubuque Thomas Robert Zinkula, co-consacranti il vescovo emerito di Davenport Martin John Amos e il vescovo di Toledo Daniel Edward Thomas. Durante la stessa celebrazione ha preso possesso della diocesi.

## Genealogia episcopale
La genealogia episcopale è:
- Cardinale Scipione Rebiba
- Cardinale Giulio Antonio Santori
- Cardinale Girolamo Bernerio, O.P.
- Arcivescovo Galeazzo Sanvitale
- Cardinale Ludovico Ludovisi
- Cardinale Luigi Caetani
- Cardinale Ulderico Carpegna
- Cardinale Paluzzo Paluzzi Altieri degli Albertoni
- Papa Benedetto XIII
- Papa Benedetto XIV
- Papa Clemente XIII
- Cardinale Enrico Benedetto Stuart
- Papa Leone XII
- Cardinale Chiarissimo Falconieri Mellini
- Cardinale Camillo Di Pietro
- Cardinale Mieczysław Halka Ledóchowski
- Cardinale Jan Maurycy Paweł Puzyna de Kosielsko
- Arcivescovo Józef Bilczewski
- Arcivescovo Bolesław Twardowski
- Arcivescovo Eugeniusz Baziak
- Papa Giovanni Paolo II
- Cardinale Justin Francis Rigali
- Arcivescovo Joseph Fred Naumann
- Arcivescovo Michael Owen Jackels
- Arcivescovo Thomas Robert Zinkula
- Vescovo Dennis Gerard Walsh